# خلفية الاحتجاجات البحرينية (2011 إلى الوقت الحاضر)
خلفية الاحتجاجات البحرينية تعود إلى بداية القرن العشرين. احتج الشعب البحريني بشكل متقطع طوال العقود الماضية للمطالبة بالحقوق الاجتماعية والاقتصادية والسياسية. المظاهرات الأولى بدأت في عقد 1920 وتم عقد الانتخابات البلدية الأولى في عام 1926. يحكم آل خليفة البحرين منذ 1783 وكانت محمية بريطانية لمعظم القرن العشرين. تشكلت هيئة الاتحاد الوطني في عام 1954 الذي كان أول منظمة تشكل تهديدا للنظام الحاكم. بعد سنتين من تشكيل الاتحاد فقد سجن قادته ورحلوا من البحرين من قبل السلطات.
في عام 1971 أصبحت البحرين دولة مستقلة وفي عام 1973 عقدت البلاد أول انتخابات نيابية. في وقت لاحق ولكن أقل من عامين تم تعليق الدستور وحل المجلس الوطني على يد الأمير عيسى. في عام 1992 طالب 280 من قادة المجتمع بعودة المجلس الوطني والدستور ورفضت الحكومة. بعد عامين اندلعت انتفاضة شعبية. طوال الانتفاضة عمت مظاهرات كبيرة ووقعت أعمال عنف. قتل أكثر من أربعين شخصا من بينهم عدد من المعتقلين أثناء احتجازهم لدى الشرطة وثلاثة على الأقل من رجال الشرطة. في عام 1999 خلف حمد والده في الحكم. أنهى بنجاح الانتفاضة في عام 2001 بعدما أدخل إصلاحات واسعة النطاق. في العام التالي شعرت جمعيات المعارضة بالخيانة بعد أن صاغت الحكومة دستورا جديدا من جانب واحد. قرروا مقاطعة الانتخابات النيابية في عام 2002 ولكن في عام 2006 شاركوا وفازت جمعية الوفاق الوطني الإسلامية بأغلبية المقاعد. زادت المشاركة في الانتخابات الانقسام بين الجمعيات المعارضة. تأسست حركة حق واستفادت من الاحتجاجات في الشوارع للبحث عن التغيير بدلا من إحداث التغيير داخل المجلس الوطني. شهدت الفترة من 2007 إلى 2010 احتجاجات متفرقة تلتها اعتقالات كبيرة.
انتقدت حالة حقوق الإنسان في البحرين في الفترة من 1975 إلى 2001. بعد إصلاحات عام 2001 تحسن مجال حقوق الإنسان بشكل كبير. بدأ مجال حقوق الإنسان في التدهور مرة أخرى في نهاية عام 2007 عندما استخدمت تكتيكات التعذيب والقمع مرة أخرى. بحلول عام 2010 كان التعذيب أمرا اعتياديا ووصف هيومن رايتس ووتش سجل البحرين في مجال حقوق الإنسان بأنه كئيب. شكا الأغلبية الشيعية منذ فترة طويلة من ما يسمونه بالتمييز المنهجي. يتهم الشيعة الحكومة بتجنيس السنة من دول الجوار والغش في الدوائر الانتخابية. البحرين فقيرة نسبيا بالمقارنة مع جيرانها في الخليج العربي الغنية بالنفط. النفط سيجف قريبا وسيكون الاعتماد على على قطاع السياحة والخدمات المصرفية. معدل البطالة في البحرين هو من بين الأعلى في المنطقة. الفقر المدقع غير موجود في البحرين حيث يبلغ متوسط الدخل اليومي 4.8 دينار بحريني (12.8 دولار أمريكي) ولكن يعاني 11% من المواطنين من الفقر النسبي.

## التاريخ الحديث
حكم آل خليفة البحرين منذ 1783 بعد طرد الفرس. في عام 1868 استعمرت بريطانيا البحرين. كانت البلاد تحت الحماية الموجهة من قبل البريطانيين على الرغم من وجود آل خليفة كحكام. في عام 1923 حل عزل البريطانيين عيسى بن علي آل خليفة ووضعوا ابنه حمد مكانه الذي قدم سلسلة من الإصلاحات الإدارية. بعد ثلاث سنوات وضعت بريطانيا البلاد تحت حكم الأمر الواقع لتشارلز بلجريف الذي يعمل مستشارا للحاكم حتى عام 1957. بدون أي سند قانوني أدار بلجريف الجهاز القضائي في البلاد الذي أعطاه القدرة على السيطرة على أي حركة معارضة.

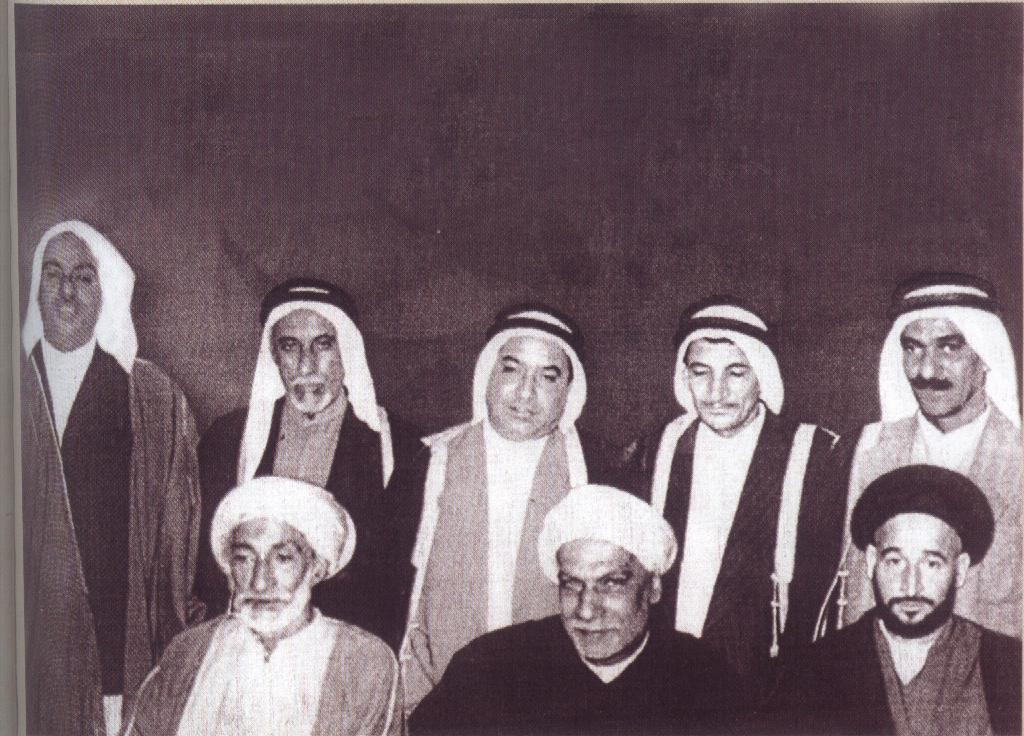
كانت هيئة الاتحاد الوطني تتكون بالتساوي من السنة والشيعة

في عقد 1950 وقعت اشتباكات طائفية عندما قامت مجموعة من السنة بما في ذلك أفراد من العائلة المالكة من بينهم شقيق الحاكم بمهاجمة أحد الطقوس الدينية الشيعية. على الرغم من اعتقاد الكثيرون بأنه استفزاز متعمد لخلق الانقسامات الطائفية فقد استمر العنف لمدة عامين. في عام 1954 تم تعيين هيئة الاتحاد الوطني من قبل الطبقة الوسطى السنة والشيعة. قالوا أن بلجريف ساعد على إثارة الكراهية الدينية وسجن الأبرياء وطالبوا بعزله وكذلك إقامة نظام ديمقراطي وقضائي. اعتبر الباحث البحريني عبد الهادي خلف الهيئة أول وأخطر منظمة موحدة دينيا تتحدى السياسة العرقية في البحرين. استمرت الهيئة لمدة عامين حتى سحقت بريطانيا الانتفاضة وسجن ورحل زعمائها.
في عام 1965 اندلعت انتفاضة مارس لمدة شهر بعدما تم تسريح مئات العمال من شركة نفط البحرين. تم تنظيم عدة إضرابات عامة ولكن تم سحق الحركة مرة أخرى من قبل البريطانيين. في عام 1966 أقنع البريطانيين البحرين بتعيين مستشار آخر وهذه المرة العقيد إيان هندرسون. وفقا لوثائق بريطانية سرية أعطي هندرسون مطلق الحرية في إعادة تنظيم الفرع الخاص إلى منظمة مكافحة للإرهاب تتميز بالكفاءة والمراقبة السرية الحديثة. كان هندرسون معروفة آنذاك لدوره المزعوم في التعذيب والاغتيالات خلال انتفاضة الماو ماو في كينيا. أطلق هندرسون سراح جميع المسجونين في انتفاضة مارس وسمح للمتشددين بالعودة. تم تحليل هذه الخطوة في وقت لاحق بأنه بناء نظام معقد من المتسللين والعملاء المزدوجين داخل الحركة الاحتجاجية.

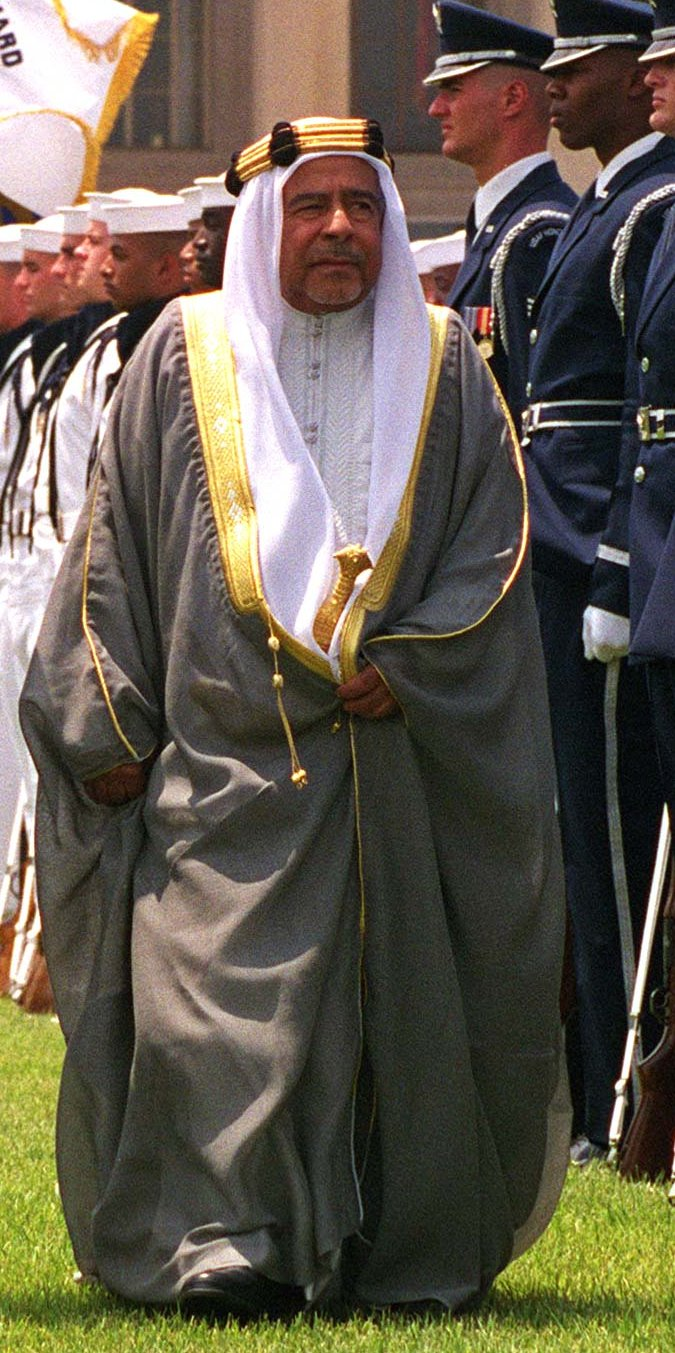
الأمير الراحل عيسى بن سلمان آل خليفة يحل المجلس الوطني ويعلق العمل بالدستور في عام 1975.

في عام 1971 أصبحت البحرين مستقلة عن بريطانيا، في عام 1973 عقدت البلاد الانتخابات البرلمانية الأولى. كان معظم الأعضاء المنتخبين إما مستقلين أو يساريين الذين دعوا إلى الإصلاحات مثل الحد من مصاريف العائلة المالكة. بعد ذلك بعامين علق العمل بالدستور وحل المجلس الوطني من قبل الأمير عيسى بن سلمان آل خليفة بعد رفض قانون أمن الدولة. المقترح عرف باسم القانون الاحترازي حسب هندرسون. أعطيت الشرطة صلاحيات واسعة لاعتقال الأفراد وإيداعهم السجن من دون محاكمة أو تهمة لمدة تصل إلى ثلاث سنوات لمجرد الاشتباه بكونه يشكل خطرا على الدولة. قال مسؤول أن المجلس الوطني كان يهدف إلى عرقلة الحكومة وسيتم إعادة العمل بالدستور عندما يشعرون بأنهم بحاجة إليه وعندما يكون مناسبا للمجتمع والتنمية.
اعتبارا من أغسطس 1975 جرت اعتقالات واسعة النطاق بما في ذلك أعضاء من المجلس الوطني المنحل. أطلق هندرسون عبارة نظام لا يرحم من القمع التي استمرت لأكثر من خمسة وعشرين عاما. خلال هذه الفترة طالبت المعارضة بعودة العمل بالدستور. أنكر هندرسون المزاعم المتكررة عن التعذيب المنظم والاعتقالات التعسفية للآلاف واغتيال نشطاء المعارضة وحقوق الإنسان الذي قال أنه لم يشترك في أي تعذيب أو أمر ضباطه بتعذيب أولئك الذين تم القبض عليهم.
في عام 1981 اعتقلت الحكومة ثلاثة وسبعون شخصا واتهمتهم بالتآمر مع إيران لقلب نظام الحكم. احتجز المتآمرون في الحبس الانفرادي وتعرضوا للتعذيب للحصول على اعترافات منهم. في عام 1992 وقع 280 من قادة المجتمع بما في ذلك بعض أعضاء المجلس الوطني المنحل وطالبوا بعودة العمل بالدستور. في البداية قررت الحكومة العمل بنظام مجلس الشورى الذي يتكون من 30 عضو معين من قبل الأمير ومن دون صلاحيات تشريعية والاكتفاء بتقديم اقتراحات ومشاورة الحكومة. تم تقديم عريضة أخرى في الشهر التالي لأن مجلس الشورى لا يحل محل المجلس الوطني كسلطة دستورية وتشريعية. التقى وفد من ستة أعضاء نصفهم من السنة والنصف الآخر من الشيعة الأمير الذي قال لهم بأن مجلس الشورى هو أقصى ما يتمنون.

### انتفاضة عقد 1990
في عام 1994 اندلعت انتفاضة ضمت اليساريين والليبراليين والإسلاميين للمطالبة بإصلاحات ديمقراطية. وصفت الانتفاضة بعد ذلك بأنها الأكبر في تاريخ البلاد وشملت مظاهرات وعنف على نطاق واسع. بدأ في يونيو 1994 اعتصام من أكثر من 1500 متظاهر أمام وزارة العمل احتجاجا على تزايد معدل البطالة التي وصلت 15%. شرطة مكافحة الشغب فرقتهم باستخدام الغاز المسيل للدموع. وقعت حوادث مماثلة في شهري أغسطس وسبتمبر. أطلقت عريضة أخرى وهذه المرة كانت مفتوحة من جميع المواطنين. قال المنظمون أنهم جمعوا أكثر من 20 ألف توقيع معظمهم من الشيعة.
خلال الانتفاضة اعتقل بعض زعماء المعارضة ونفي البعض الآخر. بعض المتظاهرين استخدموا قنابل المولوتوف لمهاجمة مراكز الشرطة والبنوك والعقارات التجارية. من ناحية أخرى استخدمت شرطة مكافحة الشغب الغاز المسيل للدموع والرصاص المطاطي على مستوى الشارع ومن على المروحيات. أفيد أيضا أن الشرطة استخدمت الذخيرة الحية في بعض المناسبات. اتهم نشطاء المعارضة الحكومة بالتحريض على الكراهية الطائفية عمدا. قتل أكثر من أربعين شخصا بينهم عدد من المعتقلين أثناء احتجازهم لدى الشرطة نتيجة التعذيب وعلى الأقل ثلاثة من رجال الشرطة.

### عقد 2000
استمرت الاحتجاجات وأعمال العنف حتى فبراير 2001 عندما أطلق الأمير الجديد العديد من الإصلاحات السياسية للبلاد. بعد اتصالات مكثفة ومناقشات وافق زعماء المعارضة على ميثاق العمل الوطني المقترح من قبل الأمير. دعا الأمير ملكية دستورية واستقلال القضاء والسلطة التشريعية تتكون من مجلسين أحدهما منتخب والآخر معين. أعطى الميثاق أيضا حقوقا سياسية متساوية للمواطنين الرجال والنساء ويحق للجميع الترشح والانتخاب في الانتخابات وفقا للقانون. صوتت أكثر من 98% من الشعب البحريني بالموافقة على الميثاق.
في عام 2002 صاغت الحكومة من جانب واحد دستور جديد. على الرغم من وعد الحكومة أن مجلس الشورى المعين سيقتصر على تقديم المشورة إلا أنه تم إعطائه المزيد من الصلاحيات وممارسة حق رفض مقترحات مجلس النواب المنتخب بحكم الأمر الواقع. منحت الحكومة العفو العام المثير للجدل الذي شمل نشطاء المعارضة والذين مارسوا التعذيب. ظلت الأحزاب السياسية محظورة ولكن يسمح لها بالعمل كجمعيات. بخلاف ذلك معظم الإصلاحات كانت مهمة بما في ذلك زيادة حرية التعبير والإفراج عن أكثر من 1300 من السجناء السياسيين وإلغاء قانون أمن الدولة وإصلاح الشرطة ووضع حد للتعذيب. أصبح أمير البحرين ملكا يتمتع بسلطات تنفيذية واسعة تشمل تعيين رئيس الوزراء ووزرائه وقائد الجيش ويتولى رئاسة مجلس القضاء الأعلى وتعيين نصف المجلس الوطني وحل مجلس النواب المنتخب.

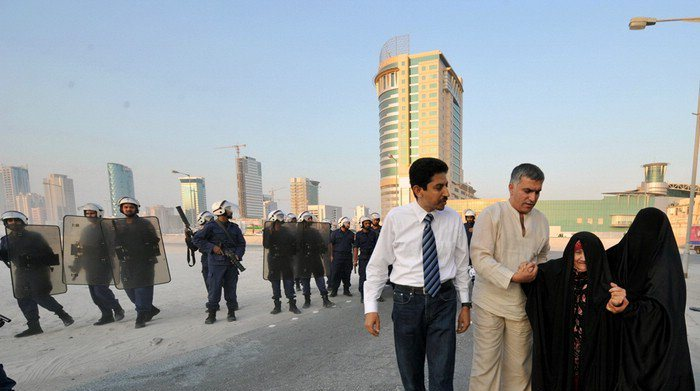
المدافعون عن حقوق الإنسان عبد الهادي الخواجة ونبيل رجب يساعدون امرأة عجوز بعد أن هاجمت الشرطة مظاهرة سلمية في أغسطس 2010.

قاطعت الانتخابات البرلمانية عام 2002 أربع جمعيات معارضة بما في ذلك جمعية الوفاق الوطني الإسلامية التي شعرت بالخيانة من قبل الملك الذي قام بالإصلاح من جانب واحد ودفعت للعودة إلى دستور 1973. وجود غش في الدوائر الانتخابية لصالح السنة كان سببا آخر لمقاطعة الانتخابات. في عام 2005 بعد إدخال قانون الجمعيات السياسية المثير للجدل انقسمت المعارضة حيث أسس المعارضون وأغلبهم من جمعية الوفاق وجمعية العمل الوطني الديمقراطي حركة حق وشاركت المعارضة في الانتخابات البرلمانية لعام 2006 حيث حقق الإسلاميون السنة والشيعة نجاحا جيدا وفازت الوفاق بسبعة عشر مقعدا من أصل 40. قاطعت حركة حق الانتخابات واستخدمت الاحتجاجات في الشوارع للبحث عن التغيير.
في ديسمبر 2007 اندلعت احتجاجات في عدد من القرى الشيعية وتوفي أحد المتظاهرين خلال إحداها. ادعى ناشطون في المعارضة أنه توفي نتيجة اختناقه من فرط استخدام الغاز المسيل للدموع بينما قالت الحكومة أنه توفي لأسباب طبيعية. جرت اعتقالات واسعة النطاق في أعقاب احتجاجات واستمرت لعدة أشهر. في ديسمبر زادت الاعتقالات بما في ذلك ثلاثة من أعضاء حركة حق. في أبريل 2009 أعلن الملك عفوا عن 178 معتقلا.
في صيف عام 2010 شنت السلطات حملة قمع طويلة لمدة شهرين ضد نشطاء المعارضة تم على إثرها اعتقال أكثر من 250 شخصا من بينهم 23 ناشطا بارزا معظمهم من أعضاء حركة حق وحركة الوفاء الإسلامية. وقد اتهموا بتشكيل شبكة إرهابية تهدف لقلب نظام الحكم. ردا على ذلك قام محتجون باحراق اطارات واشتبكوا مع الشرطة. ومع ذلك وفي وقت لاحق من الشهر فازت جمعية الوفاق المعارضة التي لم تكن مستهدفة في حملة الاعتقالات بالأغلبية في الانتخابات البرلمانية. ومنذ ذلك الحين زادت التوترات بشكل خطير.

## حقوق الإنسان
شهدت الفترة من 1975 إلى 2001 المعروف باسم عصر قانون أمن الدولة مجموعة واسعة من انتهاكات حقوق الإنسان بما في ذلك الاعتقالات التعسفية والاحتجاز دون محاكمة والتعذيب والنفي القسري. عندما تولى الملك حمد الحكم بعد وفاة والده عيسى في عام 1999 فقد طرح إصلاحات واسعة وحقوق الإنسان تحسنت بشكل كبير. وصفت هذه التحركات من قبل منظمة العفو الدولية بأنها تمثل فترة تاريخية لحقوق الإنسان.
بدأت أوضاع حقوق الإنسان في الانخفاض بحلول عام 2007 عندما بدأ استخدام التعذيب مرة أخرى وفي عام 2010 وصفت من قبل هيومن رايتس ووتش بأنها كئيبة.

### التعذيب
خلال عصر قانون أمن الدولة كان كثيرا ما يستخدم التعذيب من قبل الحكومة البحرينية وأسفر عن مقتل عدة أشخاص. في عام 1997 قالت هيومن رايتس ووتش أنها وجدت التعذيب ممنهج فضلا عن غيره من أشكال الإيذاء البدني والنفسي للمعتقلين منتشرا في البحرين وأن سبعة أشخاص على الأقل لقوا حتفهم أثناء احتجازهم لدى الشرطة. نفت الحكومة هذه التقارير ووصفتها بأنها ببساطة ليس صحيحا.
بعدما خلف الملك حمد والده عيسى في عام 1999 انخفضت تقارير التعذيب بشكل كبير وتحسنت ظروف الاحتجاز. ومع ذلك صدر مرسوم ملكي رقم 56 لسنة 2002 أعطى حصانة فعالة لجميع المتهمين بالتعذيب خلال الانتفاضة التسعينات بما في ذلك شخصيات شهيرة مثل إيان هندرسون وعادل فليفل. في نهاية عام 2007 بدأ استخدام التعذيب مرة أخرى وبحلول عام 2010 كان قد أصبح شائعا مرة أخرى.

### اضطهاد الشيعة
شكا الأغلبية الشيعية التي تحكمها عائلة آل خليفة السنية منذ القرن الثامن عشر من ما يسمونه بالتمييز المنهجي. يتم حظر الشيعة من العمل في الجيش العلوي والمناصب السياسية العليا والسلطات قامت بجلب وتجنيس 70 ألف شخص سني من باكستان وسوريا منذ عام 1999 في محاولة لزيادة نسبة السنة. ازداد اضطهاد الشيعة عندما كشف صلاح البندر مستشار وزير شئون مجلس الوزراء مؤامرة سياسية مزعومة تهدف إلى تهميش الطائفة الشيعية في جميع مجالات الحياة في عام 2006. في عام 2010 فازت جمعية الوفاق الوكني الإسلامية الشيعية المعارضة ب 60٪ من الأصوات إلا أنها لم تحصل سوى على 45٪ من المقاعد بسبب الغش المزعوم في الدوائر الانتخابية لصالح السنة.

### التصنيف العالمي
بعد تنفيذ الإصلاحات اكتسبت البحرين تصنيفات عالمية عالية ولكن بسبب تدهورت أوضاع حقوق الإنسان فقدت الكثير من ما قد اكتسبته في الفترة السابقة. من 2006 إلى 2011 هبطت البحرين 51 مركز على مؤشر الديمقراطية (وحدة الاستخبارات الاقتصادية) منتقلة من النظام الهجين والملكية الدستورية إلى النظام الاستبدادي والملكية المطلقة. الحرية في المؤشر العالمي للحرية السياسية صنفت البحرين على أنها غير حرة في الفترة من 2010 إلى 2011. فريدم هاوس من خلال استبيان الحرية على الشبكة المصنفة الوضع صافي كغير حرة. كما لاحظت أن أكثر من ألف موقع حجب في البحرين. مؤشر حرية الصحافة (مراسلون بلا حدود) انخفض بشكل ملحوظ. في عام 2002 احتلت البحرين المرتبة رقم 67 وبحلول عام 2010 أصبح رقم 144. حرية الصحافة صنفت البحرين في عام 2011 بأنها غير حرة.

## الاقتصاد
على الرغم من أن جيرانها في الخليج العربي غنية بالنفط إلا أن النفط في البحرين الذي اكتشف في عام 1932 جف تقريبا مما يجعلهم فقراء نسبيا مقارنة بالدول المجاورة ف. في العقود الأخيرة تحركت البحرين نحو قطاعي السياحة والمصرفي مما يجعلها أحد أهم المراكز المالية في المنطقة ومنذ ذلك الحين تحتل تصنيفات عالمية أولى في الحرية الاقتصادية ومن الدول التجارية الودية مما يجعلها الأكثر حرية اقتصادية في الشرق الأوسط.

### البطالة
معدل البطالة في البحرين هو من بين أعلى المعدلات في دول مجلس التعاون الخليجي ووفقا لتقرير صادر عن شركة الماسة كابيتال في عام 2011 فإن نسبة البطالة الإجمالية تبلغ 15٪ وبطالة الشباب 20٪. وذكرت صحيفة غلف نيوز أن إجمالي البطالة انخفض ليصل إلى 3.7٪ في عام 2010. ذكرت وكالة أنباء البحرين أن البطالة انخفضت من 15٪ في عام 1998 إلى 5.4٪ في عام 2005 ولكن حسب كتاب حقائق العالم بلغت البطالة 5% في عام 2010.

### الفقر
وجدت دراسة أجريت من قبل برنامج الأمم المتحدة الإنمائي في عام 2003 أن الفقر المدقع لا وجود له في البحرين حيث يبلغ متوسط الدخل اليومي 4.8 دينار بحريني (12.8 دولار أمريكي) ولكن يعاني 11% من المواطنين من الفقر النسبي. وجدت دراسات شبه رسمية أن عتبة الفقر في البلاد في عام 1995 كان 308 دينار. قال مركز البحرين لحقوق الإنسان أنه بحلول عام 2007 ارتفع إلى 400 دينار على الأقل مما يجعل من نصف البحرينيين تحت خط الفقر. في عام 2008 رفضت الحكومة خلاصة الأمم المتحدة أن 2% من البحرينيين يعيشون في ما يشبه العشوائيات. تستلم الأسر الفقيرة دعم مالي شهري. في عام 2007 أنتجت سي إن إن فيلم وثائقي بعنوان الفقر في البحرين الذي تعرض لانتقادات من قبل جريدة غلف ديلي نيوز الموالية للحكومة. أنتجت قناة الجزيرة فيلم وثائقي مماثل في عام 2010.

## العلاقات الخارجية
البحرين تستضيف الأسطول الخامس الأمريكي في القاعدة البحرية الأمريكية بالبحرين. تعتبر وزارة دفاع الولايات المتحدة أن هذا الموقع حاسم لمحاولاتهم مواجهة القوة العسكرية الإيرانية في المنطقة. حكومة المملكة العربية السعودية وحكومات منطقة الخليج العربي الأخرى تؤيد بشدة ملك البحرين. على الرغم من أن المسؤولين الحكوميين كثيرا ما يتهمون وسائل الإعلام المعارضة بالتأثر بإيران إلا أن اللجنة البحرينية المستقلة لتقصي الحقائق التي عينتها الحكومة لم تجد أي دليل يدعم هذا الزعم. ادعت إيران تاريخيا البحرين كمحافظة تابعة لها ولكن تم إسقاط هذه الدعوى بعد استفتاء للأمم المتحدة في عام 1970 وجد أن معظم الشعب البحريني يفضل الاستقلال عن الانضمام إلى إيران.